# Nerocila arres
Nerocila arres es una especie de crustáceo isópodo marino del género Nerocila, familia Cymothoidae. Fue descrita científicamente por Bowman & Tareen en 1983.

## Distribución
Esta especie se encuentra en el golfo Pérsico y el occidente del Indo-Pacífico.